# Projeção cilíndrica de Lambert

Mapa dos oceanos neste projeção.

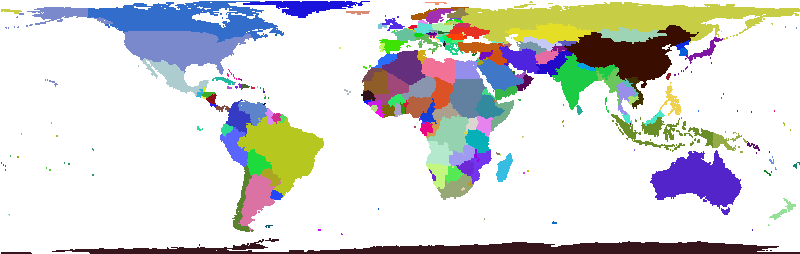
Mapa político. A vantagem desta projeção é indicar exatamente a proporção entre as áreas dos países.

Projeção cilíndrica equivalente de Lambert ou projeção cilíndrica de Lambert é uma projeção cilíndrica e equivalente desenvolvida pelo matemático Johann Heinrich Lambert em 1772.

## Fórmulas
As fórmulas de conversão entre latitude e longitude (na esfera) e x e y (na projeção) são:
{\displaystyle x=\lambda -\lambda _{0}\!}
{\displaystyle y=\sin \phi \!}
em que {\displaystyle \phi \,} é a latitude, {\displaystyle \lambda \,} é a longitude e {\displaystyle \lambda _{0}\,} é o meridiano central.